# Cuora amboinensis
La tartaruga scatola del Sud-est asiatico (Cuora amboinensis Riche in Daudin, 1801) è una specie di tartaruga della famiglia dei Geoemididi.

## Tassonomia
Ne vengono riconosciute quattro sottospecie:
- C. a. amboinensis (Riche in Daudin, 1801). Sottospecie distribuita nella porzione più orientale dell'areale, ossia in Indonesia (Molucche, Sulawesi) e nelle Filippine (Bohol, Cebu, Leyte, Luzon, Mindanao, Mindoro, Negros, Palawan, Panay, Samar).
- C. a. couro (Schweigger, 1812). Sottospecie meridionale, diffusa in Indonesia (Giava, Piccole Isole della Sonda, Sumatra, Timor) e, probabilmente, Timor-Leste.
- C. a. kamaroma (Rummler e Fritz, 1991). Sottospecie distribuita nella porzione continentale dell'areale, in Borneo, nelle isole Nicobare, nell'arcipelago di Sulu e, probabilmente, nel gruppo delle isole Palawan.
- C. a. lineata (McCord e Philippen, 1998). Sottospecie endemica del Myanmar settentrionale, rinvenuta nella provincia di Kachin.

## Descrizione
È una specie di ridotte dimensioni, con il guscio che raggiunge al massimo 200–250 mm di lunghezza ed ha una forma variabile, da appiattito a bombato, in relazione alla sottospecie. I maschi sono in genere più piccoli delle femmine, hanno un piastrone leggermente concavo ed una coda relativamente più lunga. Il carapace è scuro (verde-oliva, marrone o nero), mentre il piastrone è chiaro (giallo, crema o marrone pallido) e può presentare delle macchie di varia estensione sugli scuti marginali. Come in tutte le altre specie congeneri, il lobo anteriore del piastrone è mobile e consente la chiusura ermetica del guscio a protezione del collo e della testa, quando questi ultimi sono ritratti nella corazza. Negli immaturi (ad eccezione di C. a. lineata) sono visibili tre carene (una vertebrale e due costali) sul carapace, il cui margine è leggermente dentellato. La testa e il collo sono uniformemente scuri (marrone-verde) nelle parti superiori e giallastri in quelle inferiori; tre strisce giallo-arancio attraversano longitudinalmente i lati della testa.

## Distribuzione e habitat
C. amboinensis è ampiamente distribuita nel Sud-est asiatico, dall'India nord-orientale (Arunachal Pradesh, Assam, Nagaland, isole Nicobare), attraverso la penisola indocinese (Thailandia, Vietnam, Bangladesh, Brunei, Cambogia, Myanmar, Laos, Malesia peninsulare), fino alle Filippine (Bohol, Cebu, Leyte, Luzon, Mindanao, Mindoro, Negros, Palawan, Panay, Samar, arcipelago di Sulu) e all'Indonesia (Giava, Kalimantan, Piccole Isole della Sonda, Molucche, Sulawesi, Sumatra, Timor). È una specie eclettica, in grado di adattarsi ad una grande varietà di habitat anche piuttosto alterati dalle attività antropiche. Popola acque dolci di ogni genere, comprese tra 0 e 500 m di altitudine. Si rinviene solitamente in sistemi lotici con fondo molle (stagni, paludi, pozze temporanee, torbiere, paludi di mangrovia, laghetti artificiali, canali, risaie, ecc.), ma non è infrequente trovare individui in ruscelli e fiumi. Gli immaturi tendono ad essere più prettamente acquatici degli adulti.

## Biologia
Le dimensioni e il numero delle uova (da 1 a 4), il tempo d'incubazione e il periodo di deposizione variano a seconda della regione. È una specie onnivora che si nutre di piante, frutta, funghi e invertebrati che trova in acqua o sulla terraferma.

## Conservazione
Le popolazioni di C. amboinensis stanno mostrando un rapido e generale declino in tutte le regioni dell'areale, tanto che negli ultimi venti anni lo status è passato da «Rischio Minimo» a «Vulnerabile». La testuggine scatola del Sud-est asiatico è considerata tra le specie di cheloni più commerciate al mondo, tenendo presente che il mercato illegale è stimato come dieci volte superiore a quello regolarmente documentato. Gli esemplari prelevati sono destinati al mercato alimentare, a quello terraristico e alla medicina tradizionale cinese.